# 興賓区
興賓区（こうひん-く）は中華人民共和国広西チワン族自治区来賓市に位置する市轄区。

## 行政区画
- 街道:城東街道、城北街道、河西街道、来華街道
- 鎮:鳳凰鎮、良江鎮、小平陽鎮、遷江鎮、石陵鎮、平陽鎮、蒙村鎮、大湾鎮、橋鞏鎮、寺山鎮、城廂鎮、三五鎮、陶鄧鎮、石牙鎮、五山鎮、良塘鎮
- 郷:七洞郷、南泗郷、高安郷、正竜郷